# 1992 v športu
1992 v športu. 
 
Olimpijsko leto. Poletne  že 25. po vrsti – Olimpijske igre Barcelona 1992. Zimska olimpijada se je dogajala v Franciji, in sicer v Albertvilleju. Kar se tiče olimpijad je leto 1992 zaznamovano po tem, da so bile tega leta organizirane oboje, tako poletne kot zimske zadnjič skupaj na isto leto.

## Avto - moto šport
- Formula 1: Nigel Mansell, Williams – Renault je slavil z devetimi zmagami in skupaj 108 osvojenimi točkami, med konstruktorji je prav tako slavil Williams – Renault s 164 točkami
- 500 milj Indianapolisa: slavil je Al Unser, Jr., iz ZDA, z bolidom Galmer-Chevrolet, za moštvo Galles-Kraco Racing[1]

## Kolesarstvo
- Tour de France 1992: Miguel Induraín
- Giro d'Italia: Miguel Induraín

## Košarka
- Evroliga: Partizan premaga Joventut 71 – 70 s trojko Đorđevića v zadnjih trenutkih tekme
- NBA: – Chicago Bulls z 4 – 2 v zmagah proti Portland Trail Blazers, MVP finala je  Michael Jordan[2]
- Olimpijske igre, moški – Zlata medalja je šla v ZDA, srebro je osvojila Hrvaška, bron pa Litva[3]

## Nogomet
- Liga prvakov: španska Barcelona slavi po podaljšku proti Italijanski ekipi Sampdoria z rezultatom 1-0[4]
- Evropsko prvenstvo v nogometu – Švedska 1992: Danska v finalu premaga z 2 – 0 Nemčijo potem, ko se je uvrstila na tekmovanje kot rezerva zaradi odpovedi Jugoslavije[5]

## Smučanje
- Alpsko smučanje:   
  - Svetovni pokal v alpskem smučanju, 1992
    - Moški: Paul Accola, Švica, njegov prvi in edini naslov[6]
    - Ženske: Petra Kronberger, Avstrija, slavi že tretjič zapored[7]

  - Alpsko smučanje na Zimskih olimpijskih igrah 1992:
  - Moški: 
    - Slalom: Finn Christian Jagge, Norveška
    - Veleslalom: Alberto Tomba, Italija
    - Superveleslalom: Kjetil André Aamodt, Norveška
    - Smuk: Patrick Ortlieb, Avstrija
    - Kombinacija: Josef Polig, Italija

  - Ženske:  
    - Slalom: Petra Kronberger, Avstrija
    - Veleslalom: Pernilla Wiberg, Švedska
    - Superveleslalom: Deborah Compagnoni, Italija
    - Smuk: Kerrin Lee-Gartner, Kanada
    - Kombinacija: Petra Kronberger, Avstrija
- Nordijsko smučanje: 
  - Svetovni pokal v smučarskih skokih 1992: 
    - Moški: 1. Toni Nieminen, Finska, 2. Werner Rathmayr, Avstrija, 3. Andreas Felder, Avstrija[8]
    - Pokal narodov: 1. Avstrija, 2. Finska, 3. Češkoslovaška

  - Smučarski skoki na Zimskih olimpijskih igrah 1992: 
    - Manjša skakalnica: Ernst Vettori, Avstrija
    - Večja skakalnica: Toni Nieminen, Finska
    - Ekipno: 1. Finska, 2. Avstrija, 3. Češkoslovaška

## Tenis
- Turnirji Grand Slam za moške:
  - 1. Odprto prvenstvo Avstralije: Jim Courier, ZDA[9]
  - 2. Odprto prvenstvo Francije: Jim Courier, ZDA
  - 3. Odprto prvenstvo Anglije – Wimbledon:  Andre Agassi, ZDA[10]
  - 4. Odprto prvenstvo ZDA: Stefan Edberg, Švedska
- Turnirji Grand Slam za ženske:
  - 1. Odprto prvenstvo Avstralije: Monica Seleš, ZDA[11]
  - 2. Odprto prvenstvo Francije: Monica Seleš, ZDA
  - 3. Odprto prvenstvo Anglije – Wimbledon: Steffi Graf, Nemčija[12]
  - 4. Odprto prvenstvo ZDA: Monica Seleš, ZDA
- Davisov pokal: ZDA slavi s 3-1 nad Švico[13]
- Tenis na olimpijskih igrah 1992: 
  - Moški posamično: Marc Rosset, Švica
  - Ženske posamično: Jennifer Capriati, ZDA
  - Moške dvojice: Boris Becker & Michael Stich, Nemčija
  - Ženske dvojice: Gigi Fernández & Mary Joe Fernández, ZDA

## Hokej na ledu
- NHL – Stanleyjev pokal: Pittsburgh Penguins slavijo s 4 proti 0 nasproti ekipi Chicago Blackhawks
- Olimpijada – Sovjeti osvojijo zlato medaljo, srebro je dobila Kanada, bron pa je šel Češkoslovaški
- SP 1992: zlata Švedska, srebrna Finska ter bronasta Češkoslovaška[14]

## Rojstva
- 1. januar: Jack Wilshere, angleški nogometaš
- 11. januar: Dani Carvajal, španski nogometaš
- 16. januar: Gal Koren, slovenski hokejist
- 5. februar: Neymar, brazilski nogometaš
- 5. februar: Carina Vogt, nemška smučarska skakalka
- 25. februar: Thomas Diethart, avstrijski smučarski skakalec
- 23. marec: Kyrie Irving, ameriški košarkar
- 29. april: Rok Leber, slovenski hokejist
- 30. april: Marc-André ter Stegen, nemški nogometni vratar, trenutno brani pri Barceloni
- 6. maj: Alen Omić, bosansko-slovensko košarkar
- 3. junij: Mario Götze, nemški nogometaš
- 13. avgust: Gašper Kopitar, slovenski hokejist
- 18. avgust: Jan Grebenc, slovenski rokometaš
- 11. september: Borut Mačkovšek, slovenski rokometaš
- 20. september: Peter Prevc, slovenski smučarski skakalec
- 5. oktober: Kevin Magnussen, danski dirkač
- 20. oktober: Klemen Prepelič slovenski košarkar
- 23. oktober: Álvaro Morata, španski nogometaš
- 15. november: Žan Kranjec, slovenski alpski smučar
- 15. november: Sofia Goggia, italijanska alpska smučarka
- 7. december: Nejc Dežman, slovenski smučarski skakalec

## Smrti
- 15. januar: Fritz Kraatz, švicarski hokejist (* 1906)
- 18. januar: Aleksander Almetov, ruski hokejist (* 1940)
- 25. februar: Carl Monssen, norveški veslač (* 1921)
- 3. marec: Lella Lombardi, italijanska dirkačica Formule 1 (* 1941)
- 27. marec: Gordon Adam, ameriški veslač (* 1915)
- 23. april: Ronnie Bucknum, ameriški dirkač Formule 1 (* 1936)
- 23. maj: James Blair, ameriški veslač (* 1908)
- 19. junij: Kathleen McKane Godfree, angleška tenisačica (* 1896)
- 3. julij: Wally Kilrea, kanadski hokejist (* 1909)
- 17. september: Yngve Casslind, švedski hokejist (* 1932)
- 4. oktober: Denny Hulme, novozelandski dirkač Formule 1 (* 1936)
- 9. oktober: Arthur Wint, jamajški atlet (* 1920)
- 22. oktober: Arkadij Černišov, ruski hokejist in trener (* 1914)
- 5. november: Sven Selånger, švedski smučarski skakalec in nordijski kombinatorec (* 1907)
- 11. november: Earle Meadows, ameriški atlet (* 1913)
- 25. november: Dimitrij Ukolov, ruski hokejist (* 1929)
- 16. december: Erik Johansson, švedski hokejist (* 1927)
- 22. december: Ivan Tregubov, ruski hokejist (* 1930)
- ? 1992: Eugen Bjørnstad, norveški dirkač (* 1909)